# Сара Ґріствуд
Сара Ґріствуд — англійська журналістка та письменниця. Народилася у Кенті, виросла в Дуврі та здобула освіту в коледжі Святої Анни в Оксфорді. 
Як журналістка вона писала для низки британських газет, зокрема The Times, The Guardian і Telegraph. Написала історичні біографії, художні книжки, а також брала участь у телевізійних документальних фільмах
Історична біографія Ґріствуд «Арбелла: Втрачена королева Англії» розповідає про леді Арбеллу Стюарт, англійську дворянку, яку вважали можливою наступницею Єлизавети I. У рецензії в The Times Кевін Шарп написав: «Сара Ґріствуд представляє потужну історію про династичні незахищеності Тюдорів і Стюартів, а також про вразливість Єлизавети та Якова перед зовнішніми та внутрішніми інтригами». Сара Ґріствуд прийняла запрошення Королівського товариства Стюартів з нагоди 400-річчя смерті Арбелли прочитати лекцію під назвою: Леді Арбелла Стюарт – втрачена королева Англії?
Її книга «Гра королев: Жінки, які створили Європу шістнадцятого століття» зосереджується на п’яти королевах: Катерині Медічі, Анні Болейн, Марії I Англійській, Єлизаветі I та Марії, королеві Шотландії.
Вона знялася у фільмі «Венеція/Венеція» (1992), а також у ролі самої себе в телевізійних серіалах «Зірки кінотеатру» (2011) і «Відкриття моди: дизайнери» (2015).
Ґріствуд була одружена з кінокритиком Дереком Малкольмом з 1994 року до його смерті у 2023 році.

## Зовнішні посилання
- Sarah Gristwood на сайті IMDb (англ.)
- Sarah Gristwood. Sarah Gristwood website
- Sarah Gristwood Interview. Daily Mail History Hub. 29 червня 2017. Процитовано 16 лютого 2018.